# Gässtjärnarna (Vilhelmina socken, Lappland, 721276-151893)
Gässtjärnarna är en sjö i Vilhelmina kommun i Lappland och ingår i Ångermanälvens huvudavrinningsområde. Sjön har en area på 0,0774 kvadratkilometer och ligger 609,1 meter över havet. Gässtjärnarna ligger i Marsfjället Natura 2000-område.

## Delavrinningsområde
Gässtjärnarna ingår i det delavrinningsområde (721354-151929) som SMHI kallar för Mynnar i Nedre Bytingsjön. Medelhöjden är 583 meter över havet och ytan är 7,56 kvadratkilometer. Det finns ett avrinningsområde uppströms, och räknas det in blir den ackumulerade arean 8,25 kvadratkilometer. Vattendraget som avvattnar avrinningsområdet har biflödesordning 4, vilket innebär att vattnet flödar genom totalt 4 vattendrag innan det når havet efter 372 kilometer. Avrinningsområdet består mestadels av skog (89 procent). Avrinningsområdet har 0,08 kvadratkilometer vattenytor vilket ger det en sjöprocent på 1 procent.